# 羅伯特·法蘭西斯·皮爾
羅伯特·法蘭西斯·皮爾CMG（1874年4月30日—1924年8月10日）是英國英格兰軍人、保守黨黨員，1920年起任聖赫勒拿總督直至1924年逝世。

## 生平

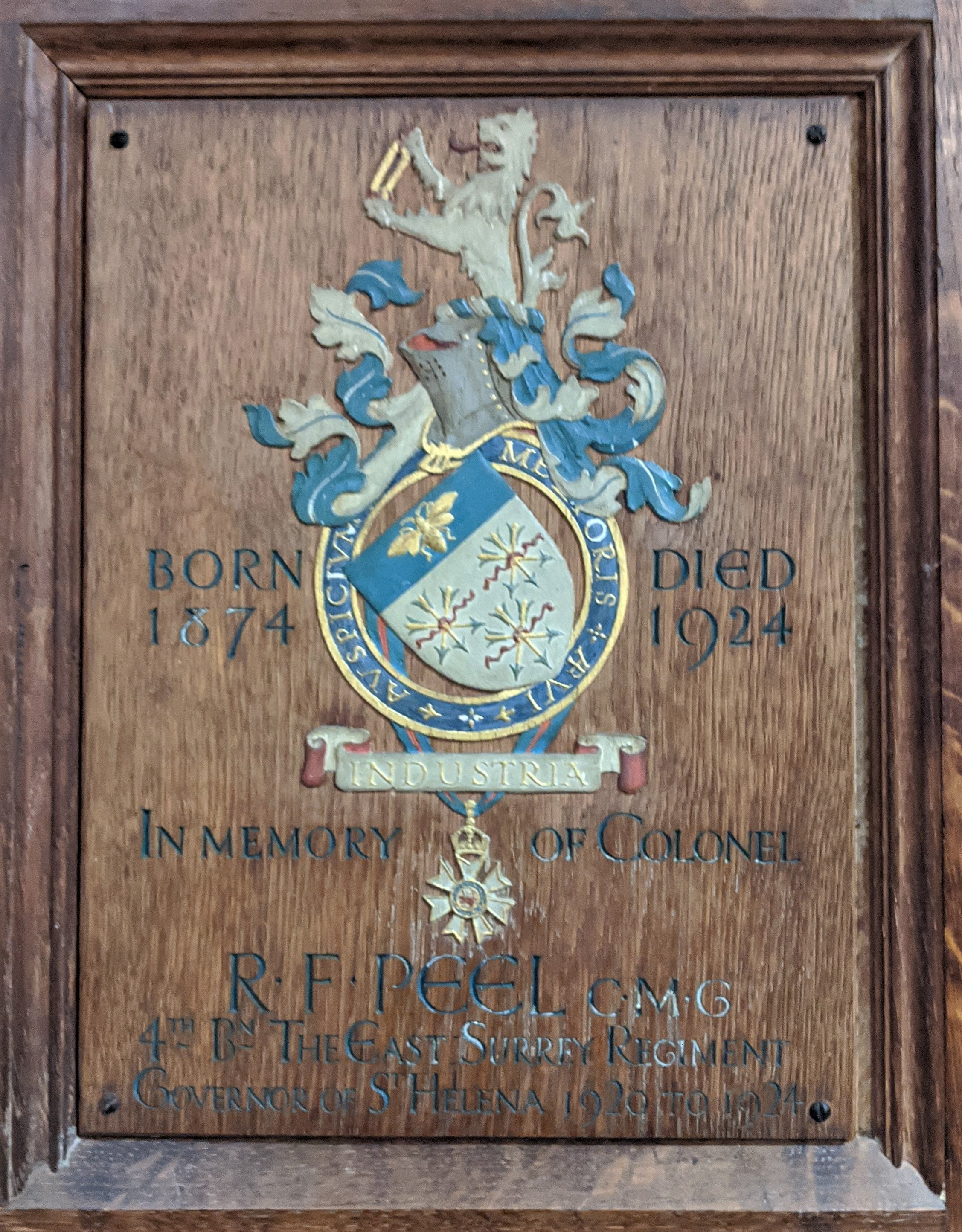
薩里郡泰晤士河畔金斯頓諸聖教堂東薩里兵團小聖堂内的皮爾纪念牌，上绘其纹章

羅伯特·法蘭西斯·皮爾是威廉·耶茨·皮爾之孫、第一代從男爵羅伯特·皮爾爵士之曾孫、首相第二代從男爵羅伯特·皮爾爵士之姪孫。曾就讀哈罗公学。
皮爾1898年2月2日獲任冷溪卫队少尉，1899年4月1日晉升中尉。第二次布尔战争期間，皮爾在南非兵團第1營服役，並在戰爭結束後的1902年7月隨兵團返回。1906年晉升上尉。1909年自正規軍退役後，獲任東薩里兵團第4（特別預備役）營少校，1913年3月升中校。第一次世界大战期間獲名譽上校軍階。
1903年，皮爾與湯瑪斯·查爾頓-梅里克爵士之女愛麗絲·查爾頓-梅里克（Alice Charlton-Meyrick）結婚。
皮爾在1906年大選未當選中北安普敦國會議員，1910年1月起任薩福克郡伍德布里奇國會議員。1920年7月辭去國會議員職務，以就任聖赫勒拿總督及總司令。1922年6月獲聖米迦勒及聖喬治勳章。皮爾一直擔任總督，直至1924年8月10日去世。

## 外部連結
- Hansard 1803–2005: Robert Francis Peel在國會中的貢獻